# Estigmene imbuta
Estigmene imbuta är en fjärilsart som beskrevs av Walker 1855. Estigmene imbuta ingår i släktet Estigmene och familjen björnspinnare. Inga underarter finns listade i Catalogue of Life.